# Ixianthes retzioides
Ixianthes es un género monotípico de plantas perteneciente a la familia Stilbaceae. Su única especie Ixianthes retzioides, es originaria de Sudáfrica.

## Descripción
Es un arbusto robusto, que alcanza un tamaño de 1,20 a 3 m de alto, con las ramas cilíndricas, glabras, erectas, densamente frondosas, algo peludas hacia el ápice; las hojas 3  o 4 verticiladas, lineales o casi, sésiles, brillantes, de color verde grisáceo por el haz, más pálido por el envés, rígidamente coriáceas, serruladas en la mitad superior. La inflorescencia en pedúnculos axilares, la corola de color de azufre, pubescente, viscosa en el exterior.

## Taxonomía
Ixianthes retzioides fue descrita por George Bentham y publicado en Companion to the Botanical Magazine 2: 53, en el año 1836.